# Zolotoi Rog
El Zolotoi Rog (en rus: Золотой Рог, zolotoi rog, literalment: el Corn d'Or) és una badia estreta i llarga amb forma de corn ubicada a l'extrem meridional de la costa de la península de Muraviov-Amurski, al nord de l'estret del Bòsfor oriental. Al llarg de la badia s'hi troba ubicat el port de la ciutat de Vladivostok, a Rússia.
La badia entra terra endins de la península de Muraviov-Amurski, que divideix en dos el golf de Pere el Gran, entre el cap de Tigrovi i el cap de Goldobina. Té una longitud de 6,5 km, una amplitud de 600 m i una profunditat variant d'entre 20 i 27 metres. A l'oest, la península de Xkota separa el Corn d'Or de la badia d'Amur.

## Descripció
Les profunditats de l'aigua a l'entrada de la badia són de 20-27 m i van disminuint gradualment, fins que als amarradors les profunditats oscil·len entre 15,2 i 5,2 metres. Anteriorment, les costes de la badia del Corn d'Or eren majoritàriament muntanyoses i empinades, però foren artificialment anivellades i les zones amb instal·lacions portuàries ampliades. La costa de la part superior de la badia és baixa i hi desemboca el riu Obiasnènia (en rus: Объяснения). Gairebé tot el llarg la costa està reforçada amb murs i dotada d'amarradors i molls.
El pont del Corn d'Or (en rus: мост Золотой Рог, most zolotoi rog) creua la badia, connectant el centre de Vladivostok amb el barri perifèric de Txurkin (Чуркин).

## Història
Fins a mitjans del segle xix la badia era coneguda pel nom xinès «Haishenwai» (trad. del xinès 海參崴, ex. 海参崴, pinyin Hǎishēnwǎi).
El golf de Pere el Gran es va fer conegut a Europa a partir del 1852, gràcies a un ballener francès que accidentalment hi va haver de passar l'hivern. Segons alguns informes, el mateix ballener ja havia visitat del Corn d'Or el 1851.
El 1855, la fragata britànica «Winchester» i el baixell de vapor «Barracuda» de l'esquadró anglo-francès també van visitar el Corn d'Or durant la guerra de Crimea, a la recerca de l'esquadró rus de l'almirall de la marina imperial russa Vassili Zavoiko. Els britàtics batejaren la badia amb el nom de «Port May».
El 1859 el comte Nikolai Muraviov-Amurski donà a la badia el nom actual de Zolotoi Rog o Corn d'Or, degut a la seva similitud amb el corn d'Or de Constantinoble. Axí mateix, l'estret que separa la península de Muraviov-Amurski de l'illa Ruski fou batejat amb el nom de Bòsfor oriental, manllevat del Bòsfor de l'antiga capital romana d'Orient. El comte va ordenar l'establiment d'un lloc militar a la badia, el qual four anomenat Vladivostok.